# Аніара (фільм)
«Аніара» — науково-фантастичний фільм 2018 року, написаний та знятий Пеллою Кегерманом і Г'юго Лільєю. Фільм є адаптацією однойменної шведської епічної поеми Гаррі Мартінсона 1956 року. Дія фільму розгортається в антиутопічному майбутньому, де кліматичні зміни спустошують Землю, спонукаючи масову міграцію із Землі на Марс. Коли одна така рутинна поїздка збивається з курсу, пасажири «Аніари» намагаються впоратися зі своїм новим життям.
Прем'єра фільму відбулася на Міжнародному кінофестивалі в Торонто у 2018 році, а у 2019 році його випустила компанія Magnolia Pictures.

## Сюжет
Десь у майбутньому Земля постраждала від природних катаклізмів і підвищення рівня моря, що зробило її майже непридатною для життя. Жінка (Емелі Гарберс) працює на борту «Аніари», розкішного космічного корабля, який доставляє пасажирів із Землі на Марс за три тижні. Її праця передбачає роботу «Мімаробою» у Міми, штучного інтелекту, створеному, щоб викликати у глядачів враження від пишного, зеленого минулого Землі через повне занурення у віртуальну реальність, яка зачіпає спогади та емоції учасників.
У перший тиждень польоту «Аніари» корабель раптово відхиляється від курсу, щоб уникнути зіткнення з космічним сміттям. Частина уламків пробиває корпус і потрапляє в ядерний реактор корабля, спричиняючи неминуче розплавлення та змушуючи екіпаж катапультувати все паливо за борт. Це призводить до того, що корабель не має навігаційного контролю, не має силової установки, а отже, не може повернутися до свого початкового курсу. Капітан Шефон обіцяє пасажирам і екіпажу, що вони зможуть відновити подорож до Марса, коли корабель пройде повз масивне небесне тіло, що має статися не пізніше, ніж через два роки. Сусід Мімароби по кімнаті, астроном корабля, пізніше розповідає їй, що це брехня і що немає можливості відновити курс.
На борту Мімароба виявляє, що її зазвичай неважлива робота стає більш популярною та необхіднішою, ніж будь-коли, оскільки пасажири жадають Міми, щоб заспокоїтися від клаустрофобії та панічних атак. Через три роки Міма стає однією з найважливіших функцій, необхідних для збереження спокою на борту судна. Оскільки так багато людей приносять свої жахливі спогади про знищення Землі до Міми, вона стає приголомшеною та самознищується, вчиняючи самогубство. Хоча Мімароба попросила у капітана місяць відпочинку для Міми, її звинувачують у несправності машини та ув'язнюють.
На четвертому році на кораблі розвинулися культи, і самогубства призвели до того, що Мімароба та Ісагель, колишня пілотеса, яка тепер є коханою Мімароби, були звільнені та перепризначені на роботу. Мімароба та Ісагель приєднуються до культу родючості, присвяченого Мімі, внаслідок чого після оргії Ісагель вагітніє. Вона страждає від депресії під час вагітності і відчуває спокусу покінчити з життям дитини після її народження. Мімароба хоче побудувати «променевий екран», проекційний пристрій, який імітує Міму, щоб полегшити депресію Ісагель, у той час як капітан Шефон забороняє їй це робити та наказує зосередитися на навчанні дітей, сподіваючись, що один або декілька з них могли б знайти спосіб повернути їх на Марс.
На п'ятому році корабельний астроном і Ісагель виявляють, що досить великий зонд, який, можливо, містить паливо, рухається до «Аніари». Це означає, що, ймовірно, робиться спроба порятунку. Зонду знадобиться понад рік, щоб дістатися до «Аніари», і після того, як на шостому році його доставили на корабель, екіпаж швидко розуміє, що вони не можуть ідентифікувати його походження або чи містить він паливо. Поки капітан наказує екіпажу продовжувати працювати над зондом, вони врешті-решт втрачають надію, що це засіб порятунку. Астроном нарікає, що їхній корабель — це саркофаг, та порушує накази капітана Шефона, щоб екіпаж тримався єдиного фронту, а пасажири не втратили надію. У пориві гніву капітан Шефон стріляє в астронома з електрошокера, який вбиває її.
Мімароба розпочинає роботу над своїм проекційним пристроєм, і врешті-решт їй вдається спроектувати водоспад на темні вікна космічного корабля. Здобувши успіх, вона дізнається, що Ісагель покінчила життя самогубством, а також убила дитину, яку вони разом виховували. Через п'ять років нечисленні члени екіпажу, що залишився, святкують десяту річницю своєї подорожі в космосі. Мляво приймаючи почесну медаль від капітана Шефона за створення променевого екрана, Мімароба помічає, що його зап'ястки перев'язані через ймовірну спробу самогубства. Резервуари з водоростями, які пасажири використовують для їжі та пиття, виявляються заражені. На 24-му році подорожі кілька вцілілих, включаючи Мімаробу, сидять, схрестивши ноги, в тьмяно освітленій кімнаті. Невідома жінка в групі розповідає про божественну силу сонячного світла на Землі, поки корабель повільно опускається в темряву відкритого космосу.
Нарешті, у 5981407 році своєї подорожі, «Аніара» — покинута, замерзла та позбавлена людського життя — досягає сузір'я Ліри та наближається до планети, такої ж зеленої та гостинної, як колись Земля.

## Акторський склад
- Емелі Гарберс у ролі Мімароби
- Б'янка Крузейро як Ісагель
- Арвін Кананіан — капітан Шефон
- Аннелі Мартіні в ролі Астронома

## Рецензії
Загалом «Аніара» отримала схвальні відгуки. На агрегаторі оглядів Rotten Tomatoes він отримав 71 % результатів на основі 51 огляду критиків із середнім балом 7/10. Консенсус критиків вебсайту звучить так: «Сліпучий, але трохи нудний, бездоганний дизайн виробництва „Аніари“ підривається його приголомшливими філософськими роздумами». На Metacritic він отримав 61 % на основі 16 критиків.
Норман Вілнер з NOW Toronto каже, що фільм «охоплює екзистенціальні можливості науково-фантастичного кіно». Ґардіан у двох рецензіях дав фільму чотири зірки, назвавши його «приголомшливою науково-фантастичною екологічною притчею» та «страшно заворожуючою космічної одіссеєю» відповідно. Flickering Myth характеризує мімаробу Йонссона як «складну і чутливу». Тео Багбі з ТНью-Йорк таймс охарактеризував «Аніару» як «депресивну», але також сказав, що «прихильність до похмурості викликає мистецьке захоплення». Hollywood Reporter, з іншого боку, сказав: «Але хоча теми зрозумілі, драми небезпечно бракує».
У 2019 році «Аніара» отримала приз «Астероїд» за найкращий міжнародний фільм на Фестивалі наукової фантастики у Трієсті.
На церемонії вручення шведської премії «Золотий жук» у 2020 році фільм отримав чотири нагороди, у тому числі за найкращу жіночу роль у головній ролі та найкращу жіночу роль другого плану Емелі Гарберс (уроджена Йонссон) і Б'янка Крузейро відповідно.